# Queensland
Queensland is een deelstaat in het noordoosten van Australië. Queensland is in oppervlakte op een na de grootste en in bevolking op twee na de grootste deelstaat van Australië. De staat is genoemd naar koningin Victoria, de monarch ten tijde van de vestiging van de voormalige kolonie. De hoofdstad en grootste stad van Queensland is Brisbane, gelegen in het zuidoosten van de staat. Het noordelijke gedeelte van de staat, gescheiden door de Steenbokskeerkring is tropisch. Het zuiden is subtropisch.
Queensland was oorspronkelijk een Britse kroonkolonie die in 1859 ontstond na afscheiding van New South Wales. De stad Brisbane startte oorspronkelijk als de Moreton Bay strafkolonie, waar convicts werden vastgehouden die opnieuw de fout ingingen terwijl ze in New South Wales hun straf uitzaten.
Queensland is de staat met de grootste bevolkingsgroei van Australië. In 2018 bereikte de bevolking een omvang van 5 miljoen. Naar verwachting zal de staat in 2051 een bevolkingsomvang hebben van 7,5 miljoen en daarmee de staat Victoria passeren.

## Geschiedenis
- 1606 - Terwijl het continent al circa vijftigduizend jaar bewoond wordt door Aboriginal Australiërs is de Nederlander Willem Janszoon de eerste Europeaan die voet aan wal zet in Australië en het huidige Queensland (aan de westkust van het schiereiland Kaap York).
- 1770 - James Cook claimt de oostkust van Australië voor het Koninkrijk Groot-Brittannië.
- 1786 - De kolonie New South Wales, die onder andere ook het huidige Queensland omvat, wordt gesticht.
- 1824 - De Moreton Bay strafkolonie wordt gesticht.
- 1825 - Brisbane wordt gesticht.
- 1839 - Vervoer van veroordeelden wordt beëindigd.
- 1842 - Vrije vestiging wordt toegestaan.
- 1859 - De kolonie van Queensland wordt officieel gesticht.
- 1862 - Queenslands westgrens wordt westwaarts van de 141ste naar de 138ste oostelijke lengtegraad opgeschoven.
- 1863 - Eerste Chief Justice wordt aangesteld (Sir James Cockle).
- 1864 - Dit jaar was een rampjaar voor Queensland:
  - Maart - Grote overstromingen van de Brisbane River die het centrum van de stad bereikten.
  - April - Branden verwoesten de westkant van Brisbanes Queen Street (het belangrijkste winkelgebied)
  - December - Een andere brand (Brisbanes ergste ooit) verwoest de rest van Queen Street en aangrenzende straten
- 1865 - De eerste stoomtreinen rijden in Queensland. De eerste rijdt van Ipswich naar Bigge's Camp (nu Grandchester).
- 1867
  - Queensland constitutie wordt geconsolideerd vanuit de bestaande wetgeving. Constitution Act 1867.
  - Goud ontdekt in Gympie
- 1883 - Queensland annexeert het zuidoosten van het eiland Nieuw-Guinea. Drie maanden later blijkt dit echter niet te worden toegestaan door de Britse koloniale overheid.
- 1891 - De grote schaapscheerdersstaking leidt tot de formatie van de Arbeiderspartij (Labor Party).
- 1899 - De werelds eerste regering gevormd door een Arbeiderspartij (Labor Party) (Premier Anderson Dawson) blijft één week aan de macht.
- 1901 - Queensland gaat op in het Gemenebest van Australië.
- 1904 - Vrouwenkiesrecht wordt ingevoerd tijdens de staatsverkiezingen.
- 1909 - De Universiteit van Queensland wordt gesticht.
- 1920 - Luchtvaartmaatschappij Qantas wordt opgericht om de outback van Queensland makkelijker te kunnen bereiken.
- 1922 - De Legislative Council (eerste kamer) wordt ontbonden.
- 1928 - De Royal Flying Doctor Service of Australia maakt haar eerste vlucht vanaf Cloncurry.
- 1982 - De Gemenebestspelen worden in Brisbane gehouden.
- 1988 - De Wereldtentoonstelling wordt gehouden in Brisbane.
- 2019 - Queensland stelt zich kandidaat voor de organisatie van de Olympische Zomerspelen van 2032.

## Demografie

### Bevolking
Queenslands bevolking is minder gecentraliseerd dan de rest van Australië. De hoofdstad Brisbane herbergt 45,5% van de totale bevolking van Queensland (2001). In de rest van Australië herbergen hoofdsteden gemiddeld 63,8% van de totale bevolking in een staat.
De totale bevolking van Queensland bedroeg op 7 augustus 2001 3.655.139, waarvan 1.627.535 in Brisbane. Hier komt jaarlijks 1,3 procent bij.

### Religie
Volgens de census in 2002 was de religie van de staat als volgt verdeeld:
- christelijk: 77% (anglicaans: 24,6%, katholiek: 26,2%, luthers: 2,2%, Uniting Church: 10,8%, anders: 13,4%)
- andere religie: 0,9% (Boeddhistisch: 0,2%, Hindoeïstisch: 0,1%, Anders: 0,6%)
- niet religieus: 14,9%
- niet vermeld: 6,9%

## Geografie
De staat Queensland is als volgt begrensd:
- Noorden: Het noordelijkste deel van de staat is het driehoekige schiereiland Kaap York dat richting Nieuw-Guinea wijst. Het westelijke deel van het schiereiland ligt aan de Golf van Carpentaria en het oostelijke deel grenst aan de Koraalzee, die een deel is van de Grote Oceaan.
- Oosten: Bijna de gehele oostkust grenst aan de Stille Oceaan, alleen het uiterste zuidoosten aan Moreton Bay
- Westen: In het westen grenst Queensland, op de 138ste oostelijke lengtegraad, aan het Noordelijk Territorium. In het zuidwesten grenst het aan het noordoosten van Zuid-Australië.
- Zuiden: De zuidgrens wordt gedeeld met de staat New South Wales. Deze grens bestaat uit drie delen; van oost naar west zijn dit:
  - De waterscheiding tussen Point Danger en de rivier de Dumaresq.
  - De rivieren Dumaresq, Macintyre en Barwon.
  - De 29ste zuidelijke breedtegraad tot aan de Zuid-Australische grens.

### Steden
De hoofdstad en grootste stad van Queensland is Brisbane. Brisbane ligt circa 100 kilometer ten noorden van de grens tussen Queensland en New South Wales. Zuidoost Queensland kent verder een tweetal grotere bevolkingscentra: de Gold Coast ten zuiden van Brisbane, en de Sunshine Coast ten noorden van Brisbane.
- Langs de ca. 2000 km lange kust liggen (van zuid naar noord) de volgende steden: Coolangatta - Gold Coast - Brisbane - Sunshine Coast - Gympie - Maryborough - Hervey Bay - Bundaberg - Gladstone - Rockhampton - Mackay - Townsville - Cairns
- De volgende steden liggen (tegen de klok in) in het binnenland: Warwick - Toowoomba - Roma - Charters Towers - Mount Isa
- De naar oppervlakte grootste stad van de wereld, Mount Isa, ligt in het noordwesten van Queensland. De oppervlakte van de stad bedraagt 42.904 km² (ongeveer de oppervlakte van Nederland!), maar de stad heeft een inwoneraantal van ongeveer 20.000 (2003).

### Gebieden
Queensland kan grofweg gezien in drie delen verdeeld worden:
- De oostelijke kuststrook, gedomineerd door het Groot Australisch Scheidingsgebergte. Van noord naar zuid liggen hier ook de Darling Downs, de Bunya Mountains, de Carnarvon Gorge, de Whitsundayeilanden, Hinchinbrook-eiland en het Atherton Tableland. Voor de kust, ten noorden van Fraser Island, begint het Groot Barrièrerif.
- Het tropische Kaap York-schiereiland in het noorden. Ten noorden hiervan bevindt zich de Straat Torres met de Straat Torreseilanden en ten oosten het grootste deel van het Groot Barrièrerif.
- Het grootste deel van het droge binnenland, genaamd de Queensland outback, met in het zuidwesten de Channel Country.

### Werelderfgoedmonumenten
De staat herbergt vijf werelderfgoedmonumenten:
- Australische sites voor zoogdierfossielen (Riversleigh/Naracoorte)
- Gondwanaregenwouden
- Fraser Island
- Het Groot Barrièrerif
- Tropische wetlands van Queensland

## Economie
In 2001 had Queensland een bruto nationaal product van ongeveer € 68.278.000.000 (A$ 115.530.000.000), wat overeenkomt met ongeveer € 12.000 (AU$ 20.400) per hoofd van de bevolking. Dit maakt Queensland na Tasmanië en Zuid-Australië de op twee na minst rijke staat van Australië.
Onderstaand overzicht vertelt ons wat de belangrijkste bedrijfstakken zijn in de primaire, secundaire en tertiaire sectoren.
Primaire sector:
- Bananen, ananassen en een breed aanbod van andere tropische en gematigde vruchten en groenten
- Veehouderijen
- Katoen
- Mijnen (Bauxiet, Kolen en Koper)
- Suikerriet
- Wol

Secundaire sector:
- Vooral het verder produceren vanuit de primaire sector, zoals:
  - Bauxiet (Weipa) tot aluminium (Gladstone)
  - Koperraffinage
  - Suikerriet tot suikerraffinage

Tertiaire sector:
- Kleinhandel
- Toerisme

## Overheid
Queensland is een Constitutionele monarchie, met de Britse Koning als staatshoofd. Koning Charles wordt vertegenwoordigd door een Gouverneur, sinds 2003 is dit Quentin Bryce. Het gekozen hoofd van de regering is de Premier, die een Executive Council (kabinet) aanwijst vanuit de 89 leden tellende Legislative Assembly (tweede kamer). Sinds 1998 is dit Peter Beattie van de Australian Labor Party. Het parlement van Queensland bestaat sinds 1922, toen de Legislative Council (eerste kamer) werd ontbonden, uit één kamer.